# Dalla Dalla
"Dalla Dalla" (hangul: 달라달라; lit. Diferente Diferente) é a canção de estreia do girl group sul-coreano Itzy. A canção foi lançada nos meios digitais como o single principal de seu single álbum, It'z Different, em 12 de fevereiro de 2019, pela JYP Entertainment. Escrita e composta pelo grupo de produção musical Galactika, a canção é uma faixa de "fusão" que inclui elementos de EDM, hip hop, electropop e house. Liricamente, "Dalla Dalla" gira em torno de temas de individualidade, empoderamento e autoconfiança.
"Dalla Dalla" recebeu críticas mistas de críticos musicais, muitos dos quais compararam o conceito e estilo ao de outros girl groups de K-pop, mas elogiaram o desempenho de Itzy. Comercialmente, a canção alcançou a posição número dois na Gaon Digital Chart e na Billboard K-pop Hot 100. Nove meses após o lançamento, a canção foi certificada como platina pela Korea Music Content Association (KMCA) por atingir 100 milhões de streams. O videoclipe da canção, que foi pré-lançado no YouTube, se tornou o videoclipe de estreia mais visto de um grupo de K-pop em 24 horas na época, acumulando 17,1 milhões de visualizações. Para promover a faixa, Itzy apareceu em vários programas musicais na Coreia do Sul e ganhou nove troféus de primeiro lugar.

## Antecedentes e lançamento
Em 14 de janeiro de 2019, foi relatado que a JYP Entertainment havia concluído a filmagem do videoclipe de seu novo girl group. Em 21 de janeiro, um vídeo intitulado "Prologue Film: Itzy" foi lançado pela JYP Entertainment em suas contas oficiais de mídia social revelando o nome e os membros do grupo. Um teaser do videoclipe foi lançado no dia 1º de fevereiro, que confirmou "Dalla Dalla" como título do single de estreia. o videoclipe do single foi pré-lançado em 11 de fevereiro, à meia-noite horário padrão da Coreia (KST), e a canção foi lançada para download digital e streaming em 12 de fevereiro, às 18:00 KST, como o single principal do single álbum de estreia, It'z Different.
Uma versão remix da canção foi incluída no extended play (EP) de estreia do grupo, It'z Icy, que foi lançado em 29 de julho de 2019. Em 22 de janeiro de 2021, Itzy lançou seu primeiro EP em inglês, Not Shy (English Ver.), que apresentava a versão em inglês de "Dalla Dalla". O primeiro álbum de compilação de Itzy It'z Itzy, lançado em 22 de dezembro de 2021, inclui versões em coreano e japonês de "Dalla Dalla". As letras em japonês foram escritas por D&H e Yohei.

## Composição
"Dalla Dalla" foi escrito e composto pela equipe de produção musical Galactika (별들의전쟁). Foi descrita como uma canção "sulco de fusão" animada e otimista que inclui elementos de gêneros populares, como EDM, hip hop, electropop e house. As integrantes do grupo explicaram que "Dalla Dalla" é uma canção "difícil de definir, mas ainda mais adorável por causa disso." A letra da canção pesa sobre confiança, inspiração e empoderamento. "Dalla" (달라) significa "diferente" em coreano, com letras que incluem: "Sou diferente das outras crianças. Não tente me medir pelos seus padrões. ... Eu me amo, sou um pouco diferente, sim. Sou diferente de você."

## Recepção crítica
| Críticas profissionais | Críticas profissionais |
| Avaliações da crítica  | Avaliações da crítica  |
| Fonte                  | Avaliação              |
| ---------------------- | ---------------------- |
| IZM                    | [ 13 ]                 |

"Dalla Dalla" recebeu críticas mistas de críticos musicais. Tamar Herman da Billboard chamou a faixa de um "hino fortalecedor, apresentando Itzy como um grupo que é uma alternativa aos seus pares", bem como "agressivo e rápido em mudar tempos e gêneros", destacando seus "colapsos de hip-hop" ao longo. Escrevendo para Kotaku, Seung Park julgou que era um "mashup eclético de uma versão madura de alguns dos trabalhos mais esotéricos de Red Velvet com Blackpink ou a estética hip-hop de 2NE1." Park acrescentou que a canção é um "sólido sino de abertura do que está se tornando uma carreira longa e interessante." Em uma crítica mais negativa, Jeong Yeon-kyung do IZM disse: "Itzy não tem 'algo' próprio." Ela sentiu que "[a] sinergia é fraca" e o "estilo musical não combina com o tom da vocalista principal".  Ela passou a compará-lo com "I Don't Need a Man" de Miss A.
Taylor Glasby da Dazed classificou-o em oitavo lugar em sua lista das melhores canções de K-pop de 2019, escrevendo a canção "evoca dois momentos estranhos dos anos 90: o baixo instável de... "Flat Beat" e o brat-pop de... "Trouble". Ela acrescentou: “Como este último, “Dalla Dalla” deve mais às personalidades de seus artistas e, apesar de várias camadas de polimento de K-pop, incorpora a mesma energia desconexa e confiança corajosa." Em 2020, a letra de "Dalla Dalla" foi exibida em uma exposição intitulada "Letras Pop Coreanas: Melodias da Vida" no Museu Nacional Hangeul em Seul.
| Publicação               | Lista                                     | Classificação | Ref.   |
| ------------------------ | ----------------------------------------- | ------------- | ------ |
| Billboard                | As 25 melhores canções de K-pop de 2019   | 20            | [ 17 ] |
| BuzzFeed                 | Melhores vídeos musicais de K-pop de 2019 | 18            | [ 18 ] |
| Dazed                    | As 20 melhores canções de K-pop de 2019   | 8             | [ 19 ] |
| Refinery29               | As melhores canções de K-Pop de 2019      | 26            | [ 20 ] |
| South China Morning Post | As 10 melhores canções de K-pop de 2019   | 8             | [ 21 ] |

## Reconhecimentos
"Dalla Dalla" conquistou o primeiro lugar em vários programas musicais; alcançou 9 vitórias, incluindo uma "tríplice coroa" (ou três vitórias) no Inkigayo.  Itzy recebeu o prêmio Bonsang Digital no 34º Golden Disc Awards pela canção devido ao seu sucesso nas plataformas digitais na Coreia do Sul. 
| Ano  | Premiação               | Categoria                 | Resultado | Ref.   |
| ---- | ----------------------- | ------------------------- | --------- | ------ |
| 2019 | Melon Music Awards      | Canção do Ano             | Nomeado   | [ 22 ] |
| 2019 | Melon Music Awards      | Melhor Dança – Feminina   | Indicado  | [ 22 ] |
| 2020 | Gaon Chart Music Awards | Canção do Ano – Fevereiro | Indicado  | [ 23 ] |
| 2020 | Golden Disc Awards      | Bonsang Digital           | Venceu    | [ 24 ] |
| 2020 | Golden Disc Awards      | Daesang Digital           | Indicado  | [ 24 ] |
| 2020 | Korean Music Awards     | Melhor Canção Pop         | Indicado  | [ 25 ] |

| Programa         | Data                    | Ref.   |
| ---------------- | ----------------------- | ------ |
| M Countdown      | 21 de fevereiro de 2019 | [ 26 ] |
| M Countdown      | 7 de março de 2019      | [ 27 ] |
| Show! Music Core | 23 de fevereiro de 2019 | [ 28 ] |
| Show! Music Core | 9 de março de 2019      | [ 29 ] |
| Inkigayo         | 24 de fevereiro de 2019 | [ 30 ] |
| Inkigayo         | 3 de março de 2019      | [ 31 ] |
| Inkigayo         | 10 de março de 2019     | [ 32 ] |
| Music Bank       | 8 de março de 2019      | [ 33 ] |
| Music Bank       | 15 de março de 2019     | [ 34 ] |

## Desempenho comercial
"Dalla Dalla" foi um sucesso comercial na Coreia do Sul. A canção entrou na Gaon Digital Chart em quinto lugar na semana que terminou em 16 de fevereiro de 2019. Após três semanas de seu lançamento, "Dalla Dalla" subiu três posições, alcançando o segundo lugar na parada da semana encerrada em 9 de março. Também alcançou a posição número dois na parada K-pop Hot 100 da Billboard de 16 de março. A canção ficou em sexto lugar nas paradas digitais, de download e de streaming do meio do ano da Gaon. Foi certificado como platina pela Korea Music Content Association (KMCA) por 100 milhões de streams em 7 de novembro de 2019. "Dalla Dalla" ficou em 11º lugar na Gaon Digital Chart de final de ano, tornando-se a canção de um girl group com melhor desempenho e segunda canção de um grupo com melhor desempenho de 2019 na Coreia do Sul.
Em outros lugares, a canção alcançou o segundo lugar nos Estados Unidos na parada World Digital Song Sales da Billboard. Também atingiu o pico de 20 na Nova Zelândia na parada RMNZ Hot Singles e de 31 na Billboard Japan Hot 100.

## Videoclipe e promoção
O videoclipe de "Dalla Dalla" foi dirigido pela Naive Creative Production e enviado ao canal oficial da JYP Entertainment no YouTube em 11 de fevereiro de 2019. Emlyn Travis do BuzzFeed classificou-o em 18º lugar em sua lista de final de ano dos 30 melhores videoclipes de K-pop e comentou: "Desde dançar em carros luxuosos até liberar seus superpoderes caleidoscópicos, "Dalla Dalla" é uma explosão de arco-íris e auto confiança." Yoon So-yeon do Korea JoongAng Daily escreveu que o videoclipe lembra outros "girl groups de K-pop, como Blackpink ou 4Minute, que também buscavam vibrações femininas poderosas." Enquanto Hong Dam-young do K-Pop Herald disse: “Os esforços do grupo para se diferenciar do rebanho também são mostrados no vibrante videoclipe do single, onde as garotas mostram sua vibração durona enquanto vestidas com roupas com lantejoulas chamativas." Tornou-se o videoclipe de estreia mais visto nas primeiras 24 horas por um grupo de K-pop, com 17,1 milhões de visualizações. Também se tornou o videoclipe de estreia do K-pop mais rápido a atingir 100 milhões de visualizações, e foi classificado como o segundo videoclipe mais popular de 2019 no YouTube na Coreia do Sul.
Itzy realizou uma transmissão ao vivo chamada "The 1st Single Live Premiere" no V Live para comemorar sua estreia, onde também realizaram a coreografia completa da canção pela primeira vez. O grupo promoveu "Dalla Dalla" em vários programas musicais na Coreia do Sul, incluindo M Countdown, Music Bank, Show! Music Core, Inkigayo e Show Champion, na segunda quinzena de fevereiro.

## Créditos e pessoal
Créditos adaptados de NetEase Music.
- Itzy — vocais primários
- Galactika[a] — letristas, compositores, arranjadores, gravação de vocais de fundo
  - Athena — compositor, teclados
  - FRIDAY. — vocais de fundo
  - Chang — bateria
- e.NA — vocais de fundo
- Jeong Yoo-ra — edição digital
- Honzo — edição digital
- Eom Se-hee — gravação, assistente de mixagem
- Kang Yeon-nu — gravação
- Lee Tae-seop — misturador
- Chris Gehringer — masterização

## Desempenho nas paradas musicais

### Paradas semanais
| Parada musical (2019)                               | Melhor posição |
| --------------------------------------------------- | -------------- |
| Coreia do Sul (Gaon)                                | 2              |
| Coreia do Sul (K-pop Hot 100)                       | 2              |
| Estados Unidos (Billboard World Digital Song Sales) | 2              |
| Filipinas (PARI)                                    | 9              |
| Japão (Japan Hot 100)                               | 31             |
| Malásia (RIM)                                       | 8              |
| Nova Zelândia (RMNZ Hot Singles)                    | 20             |
| Singapura (RIAS)                                    | 3              |

### Paradas mensais
| Parada musical (2019) | Posição |
| --------------------- | ------- |
| Coreia do Sul (Gaon)  | 3       |

### Paradas de fim de ano
| Parada musical (2019) | Posição |
| --------------------- | ------- |
| Coreia do Sul (Gaon)  | 11      |
| Parada musical (2020) | Posição |
| Coreia do Sul (Gaon)  | 186     |

## Certificações
| Região                                                          | Certificação | Unidades certificadas/vendas |
| Streaming                                                       | Streaming    | Streaming                    |
| --------------------------------------------------------------- | ------------ | ---------------------------- |
| Coreia do Sul (KMCA)                                            | Platina      | 100,000,000†                 |
| Japão (RIAJ)                                                    | Ouro         | 30,000,000†                  |
| † Números somente de streaming com base apenas na certificação. |              |                              |

## Histórico de lançamento
| Região        | Data                    | Formato                    | Gravadora         | Ref.   |
| ------------- | ----------------------- | -------------------------- | ----------------- | ------ |
| Coreia do Sul | 12 de fevereiro de 2019 | Download digital streaming | JYP Entertainment | [ 64 ] |
| Várias        | 14 de fevereiro de 2019 | Download digital streaming | JYP Entertainment | [ 65 ] |